# Melomakarona

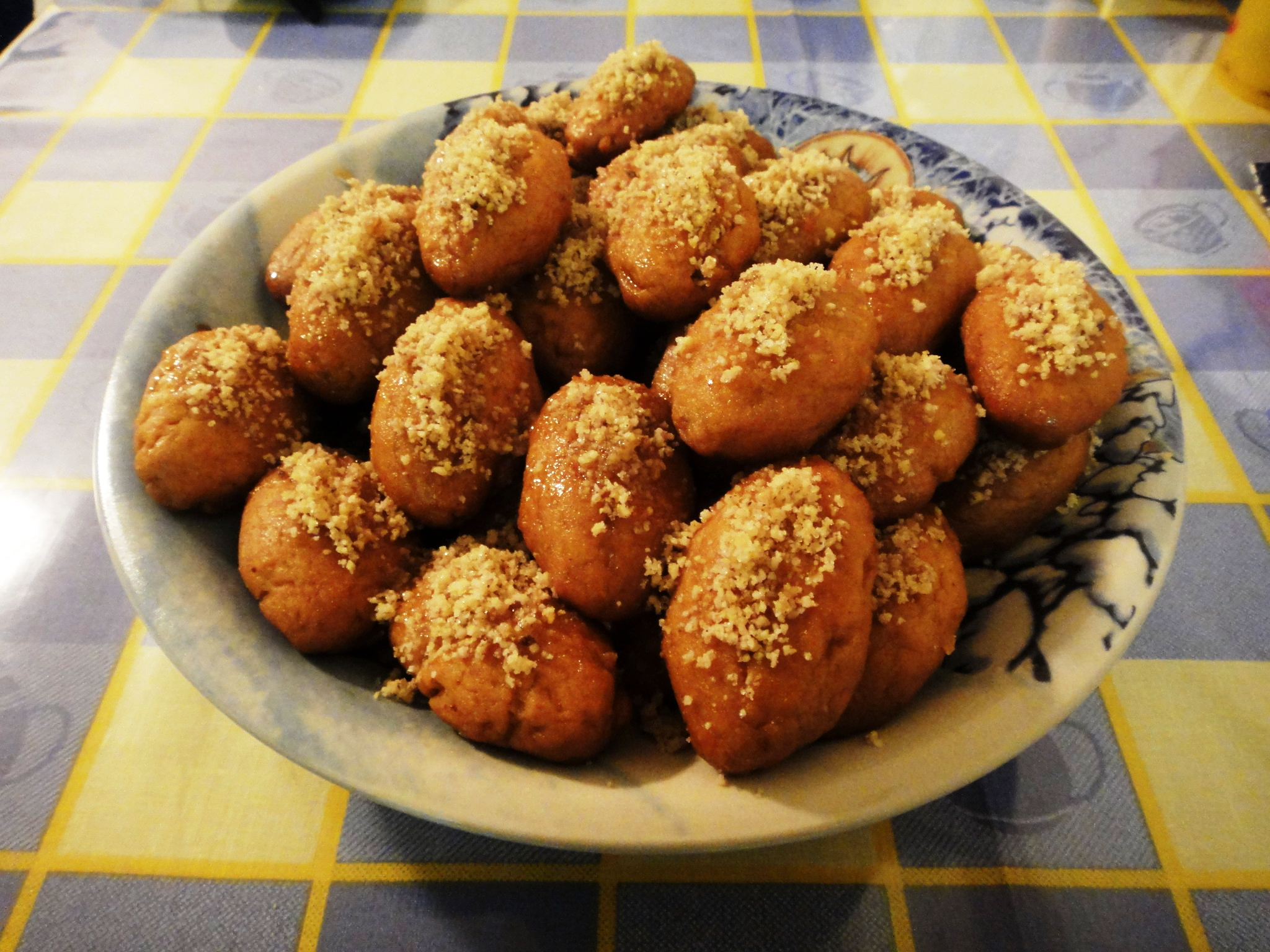
Melomakarona

Melomakarona (Plural; griechisch μελομακάρονα, melomakárona; Neutral Singular: μελομακάρονο, melomakárono) sind ein griechisches Weihnachtsgebäck aus Mehl, Olivenöl und Honig.
Typische Zutaten für ein Melomakarono sind Mehl oder Grieß, Zucker, Orangenschalen und / oder frischer Saft, Cognac (oder ein ähnliches Getränk), Zimt und Olivenöl.  Unmittelbar nach dem Backen werden sie einige Sekunden lang in kalten Sirup aus Honig und/oder in Wasser gelöstem Zucker getaucht. Schließlich werden sie mit gemahlenen sowie größeren Walnussstücken belegt.
Varianten sind das Füllen mit Walnüssen und das Eintauchen in Schokolade.
Anders als die Kourabiedes, welche erst im frühen 20. Jahrhundert nach Griechenland kamen, sind die Melomakarona schon aus byzantinischer Zeit bekannt.

## Begriffe
Die Melomakarona stammen von den Makarona, die einst ein Grießgericht waren, später Grießplätzchen, die mit Honig übergossen zu den Melomakarona wurden. Von den Makarona stammen etymologisch auch die Makkaroni und die Macarons ab. Der Begriff Melomakarona wird fast nur im Plural verwendet, die (existierende) Singularform ist eher unüblich. Der griechische Schriftsteller Nikos Kazantzakis schrieb Anfang Dezember 1904 seiner Mutter: "Wie gerne wäre ich Montag bei euch, um mit euch Melomakarona zu essen".